# Sharrington
Sharrington är en ort i Brinton, North Norfolk, Storbritannien. Den ligger i grevskapet Norfolk och riksdelen England, i den sydöstra delen av landet, 170 km nordost om huvudstaden London. Sharrington ligger 53 meter över havet och antalet invånare är 229. Sharrington var en civil parish fram till 1935 när blev den en del av Brinton. Civil parish hade 195 invånare år 1931. Byn nämndes i Domedagsboken (Domesday Book) år 1086, och kallades då Scarnetuna/Scartune.
Terrängen runt Sharrington är platt, och sluttar norrut. Runt Sharrington är det ganska tätbefolkat, med 104 invånare per kvadratkilometer. Närmaste större samhälle är Holt, 4,6 km öster om Sharrington. Trakten runt Sharrington består till största delen av jordbruksmark.